# Hyalomma rufipes
Hyalomma rufipes – gatunek roztocza z rzędu kleszczy i rodziny kleszczowatych. W cyklu życiowym ma dwóch żywicieli. Larwa i nimfa pasożytuje na małym ssaku lub ptaku, a dorosły osobnik na ssaku kopytnym. Zasiedla Afrykę, Azję i południe Europy, ale z ptakami bywa zawlekany dalej na północ. Może przenosić wirusa gorączki krwotocznej krymsko-kongijskiej, riketsje, anaplazmy i babeszje.

## Taksonomia
Gatunek ten opisany został w 1844 roku przez Carla Ludwiga Kocha. Część późniejszych autorów uznawała go za podgatunek, odmianę lub formę Hyalomma impressum lub myliła go z tym gatunkiem. Hoogstraal i Kaiser sklasyfikowali go w 1960 roku jako podgatunek kleszcza wędrownego (Hyalomma marginatum). Do rangi osobnego gatunku wyniesiony został powtórnie w rewizji Dmitrija A. Apanaskiewicza i Iwana G. Horaka. Wraz z H. marginatum, H. isaaci, H. turanicum i H. glabrum tworzy w obrębie podrodzaju Euhyalomma kompleks bliźniaczych gatunków określany jako Hyalomma marginatum sensu lato. Badania genetyczne z 2016 potwierdziły bliskie pokrewieństwo między H. rufipes a H. marginatum.

## Opis

### Osobniki dorosłe
Samiec ma gnatosomę o podstawie (basis capituli) z wypukłą krawędzią grzbietowo-tylną, umiarkowanie rozwiniętymi cornua i bez wyrostków bocznych. Pierwszy segment nogogłaszczków ma na spodzie powyżej pięciu szczecinek środkowych. Buławkowaty hypostom ma część ząbkowaną nieco dłuższą od bezzębnej. Idiosoma ma szeroko owalną, najszerszą nieco za środkiem tarczkę grzbietową pokrywającą cały jej wierzch (conscutum), o długości od 4,45 do 5,8 mm i szerokości od 2,8 do 3,8 mm, a ubarwieniu ciemnobrązowym do prawie czarnego. Powierzchnia owej tarczki jest w całości jednolicie pokryta bardzo gęsto rozmieszczonymi punktami średniej wielkości, choć w północno-wschodniej Afryce spotyka się nierzadko okazy z punktowanie mniejszym i rzadszym. Rowki paramedialne (przyśrodkowe) i posteromedialne (tylno-środkowe) tarczki grzbietowej są powierzchowne, rowki szyjne i boczne płytkie i osiągające do ⅓ jej długości, a rowki brzeżne sięgające prawie do oczu. Pole kaudalne tejże tarczki jest praktycznie niewyraźne. Brzegi boczne tarczki podzielone są na pięć dobrze zaznaczonych festonów. Tarczki analne występują w liczbie 3 par. Długa, szeroka i nieco ku tyłowi zwężona płytka adanalna ma wklęśnięty brzeg przednio-środkowy, nieco wypukłe brzegi boczne i prosty brzeg tylno-środkowy. Tarczka oddechowa ma perforowaną część przedłużenia grzbietowego nadzwyczaj wąską, tylko u niektórych okazów z północno-wschodniej Afryki nieco szerszą. Okolice przetchlinek są bardzo gęsto porośnięte szczecinkami. Odnóża mają przepaski w częściach odsiebnych i małe kropki w częściach dosiebnych o kolorze kości słoniowej.
Samica ma gnatosomę o podstawie (basis capituli) z co najwyżej nieco wypukłą krawędzią grzbietowo-tylną, niewyraźnymi cornua, krótkimi wyrostkami bocznymi po stronie grzbietowej i bez takich wyrostków po stronie brzusznej. Pierwszy segment nogogłaszczków ma na spodzie powyżej pięciu szczecinek środkowych. Buławkowaty hypostom ma część ząbkowaną nieco dłuższą od bezzębnej. Idiosoma ma prawie tak długą jak szeroką tarczkę grzbietową, pokrywającą przód wierzchu idiosomy (scutum), o długości od 2,21 do 3,13 mm i szerokości od 2,24 do 3,04 mm, ubarwioną jak conscutum samca, na całej powierzchni pokrytą punktami średnich i dużych rozmiarów, o wyraźnych kątach tylno-bocznych. Umiarkowanie głębokie rowki szyjne i boczne sięgają do tylnej krawędzi owej tarczki. Tarczka oddechowa ma perforowaną część przedłużenia grzbietowego bardzo wąską, a okolice przetchlinek bardzo gęsto porośnięte szczecinkami. Odnóża mają takie same ubarwienie jak u samca. Narządy rozrodcze cechują się szerokim, płytkim, U-kształtnym otworem i nabrzmiałą częścią przedsionkową pochwy.

### Stadia rozwojowe
Nimfy mają gnatosomę długości od 382 do 495 μm i szerokości od 300 do 408 μm, o podstawie (basis capituli) w widoku grzbietowym sześciokątnej, a buławkowatym hypostomie długości od 200 do 277 μm, szerokości od 68 do 99 μm i o gładkim przejściu z części ząbkowanej do dwukrotnie krótszej bezzębnej. Ich idiosoma ma tarczkę grzbietową (scutum) o długości od 525 do 752 μm, szerokości od 654 do 871 μm, długości od oczu do szeroko zaokrąglonej tylnej krawędzi od 234 do 346 μm oraz bardzo głębokich wcięciach tylno-bocznych. Szczecinki na pozostałej części wierzchu idiosomy (alloscutum) są dość długie i u szczytów zwężone. Wąsko-owalne tarczki oddechowe mają średnicę podłużną mniejszą od długości bioder czwartej pary odnóży krocznych. Biodra pierwszej pary odnóży zaopatrzone są w szerokie, prawie trójkątne ostrogi. Ostrogi na biodrach od drugiej do czwartej pary są coraz mniejsze.
Larwy mają gnatosomę, w widoku grzbietowym, o sześciokątnej podstawie (basis capituli) szerokości od 133 do 179 μm, a hypostomie długości od 92 do 132 μm i szerokości od 34 do 46 μm i o gładkim przejściu z zajmującej ⅔ jego długości części ząbkowanej do dwukrotnie krótszej bezzębnej. Ich idiosoma ma tarczkę grzbietową (scutum) o długości od 265 do 344 μm, szerokości od 345 do 449 μm, a długości od oczu do tylnej krawędzi od 117 do 168 μm. Biodra pierwszej pary odnóży mają ostrogę o kształcie trójkąta równobocznego z zaokrąglonym wierzchołkiem, drugiej pary szeroką ostrogę kształtu łukowatego, a trzeciej pary szeroką ostrogę kształtu trójkątnego.

## Biologia
Kleszcz ten ma dwóch żywicieli w cyklu życiowym. Pierwszym gospodarzem, na którym żeruje larwa i nimfa, zostaje przedstawiciel małych ssaków (zwłaszcza zajęczaków) lub ptaków. Drugim gospodarzem, na którym żerują osobniki dorosłe zostają ssaki kopytne, zarówno dzikie jak i domowe: bydło, kozy, owce i konie. Sporadycznie zdarza się, że osobnik dorosły żeruje na przedstawicielu innej grupy ssaków.

## Występowanie
Pajęczak w Afryce znany z Angoli, Beninu, Botswany, Burkina Faso, Czadu, Ghany, Gwinei, DR Konga, Dżibuti, Egiptu, Etiopii, Kamerunu, Kenii, Lesotho, Libii, Malawi, Mali, Mauretanii, Mozambiku, Namibii, Nigru, Nigerii, Senegalu, Sierra Leone, Somalii, Południowej Afryki, Republiki Środkowoafrykańskiej, Sudanu, Suazi, Tanzanii, Togo, Tunezji, Ugandy, Wybrzeża Kości Słoniowej, Zambii i Zimbabwe. W Azji stwierdzony w Arabii Saudyjskiej, Jemenie, Omanie, Izraelu, Syrii, Turcji, Iranie, Kazachstanie, Turkmenistanie, Uzbekistanie, Tadżykistanie, Pakistanie, północnych Chinach i rosyjskim południowym Dagestanie. W Europie występuje na Malcie, w Macedonii, Grecji, na ukraińskiej Wyspie Wężowej i w rosyjskim obwodzie astrachańskim.
Za naturalną część zasięgu tego gatunku uznaje się Afrykę Subsaharyjską i przyległe rejony oraz część Półwyspu Arabskiego wzdłuż Morza Czerwonego. Do pozostałych rejonów Afryki Północnej i Azji oraz do Europy dotarł wraz z ptakami. Żerujące na ptakach wędrownych larwy i nimfy regularnie notowane są również dalej na północ Europy, ale dorosłe osobniki są rzadko znajdywane poza swoim zasięgiem. W Europie zdarzyło się to tylko 4 razy: samicę znaleziono na dziku w południowo-środkowej Hiszpanii, dwa samce na bydle na Węgrzech, jeden osobnik dorosły na koniu w Holandii, jeden samiec na koniu w niemieckich Nadrenii-Palatynacie. Ze względu na warunki klimatyczne w krajach Europy Północnej i Środkowej gatunek ten nie tworzy stałych populacji.

## Znaczenie medyczne i weterynaryjne
Kleszcze z tego gatunku notowane są jako wektory: wywołującego gorączkę krwotoczną krymsko-kongijską wirusa CCHF, wywołującej gorączkę plamistą Rickettsia conorii, Rickettsia aeschlimannii, wywołującej anaplazmozę u bydła Anaplasma marginale oraz wywołującej babeszjozę Babesia occultans. Ponadto ukąszenie kleszcza z rodzaju Hyalomma może u ludzi powodować paraliż twarzy.